# Abarxar
Abarxar (em persa: ابرشهر; romaniz.: Abaršahr) foi uma satrapia (província) do Império Sassânida e do Irã islâmico precoce situada na região do Coração Ocidental. A capital e centro administrativo de Abarxar foi Nixapur (também conhecida como Abarxar à época), fundada e/ou reconstruída pelo xá Sapor I (r. 240–270) nos primeiros anos de seu reinado. Seu governador portou o título único de canaranges (kanarang em persa).
Seu nome foi variadamente grafado em fontes persas e islâmicas como Barxar (em árabe: برشهر; romaniz.: Baršahr), Hanxara (em árabe: هامشهرا; romaniz.:  Hamšahra) e Abarxara (em árabe: برشهرا; romaniz.: Abaršahra). Na inscrição de Sapor em Naqsh-i Rustam e em textos maniqueístas, a região é citada em várias grafias. Em moedas sassânidas a forma parta do nome aparece abreviado como ʾpr e em moedas árabe-sassânidas encontra-se a forma ʾpr, ʾprš(t). Em moedas omíadas pós-reforma, registra-se ʾbršhr, grafia que manteve-se em uso em moedas abássidas ate ca. 825.
De acordo com geógrafos árabes da Idade Média, o nome "Abarxar" significa "cidade nuvem", enquanto de acordo com autores ocidentais seria um termo para "país superior". Ambas as interpretações, contudo, foram recentemente rejeitadas por autores como E. Herzfeld e J. Markwart, que propuseram que Abarxar deriva de Aparn-xšahr (em parta: ’prhštr) que significa "o país dos Aparak ou Aparnos", a principal tribo da confederação dos daas que fundou o Império Parta.